# ریان کنت
ریان کنت (به انگلیسی: Ryan Kent؛ زادهٔ ۱۱ نوامبر ۱۹۹۶) بازیکن فوتبال اهل انگلستان است که در پست وینگر چپ برای باشگاه سیاتل ساندرز بازی می‌کند.
کنت که محصول آکادمی لیورپول است، در ژانویهٔ ۲۰۱۶، به صورت قرضی به کاونتری سیتی پیوست. او فصل ۱۷–۲۰۱۶ را به صورت قرضی در بارنزلی گذراند و جایزهٔ بهترین بازیکن جوان فصل را از آن خود کرد. پس از یک دوره قرضی در باشگاه فرایبورگ آلمان در سال ۲۰۱۷، او بار دیگر به صورت قرضی جدا شد و به بریستول سیتی پیوست. کنت پس از کسب جایزهٔ بهترین بازیکن جوان سال PFA اسکاتلند در حالی که در فصل ۱۹–۲۰۱۸ به صورت قرضی برای آنها بازی می‌کرد، در سپتامبر ۲۰۱۹ با باشگاه رنجرز اسکاتلند به طور دائم قرارداد امضا کرد.
او بازیکن سابق تیم ملی جوانان انگلستان است که نمایندهٔ این کشور در سطوح زیر ۱۸ و زیر ۲۰ سال بوده‌است.

## عملکرد باشگاهی

### لیورپول

#### سال‌های آغازین

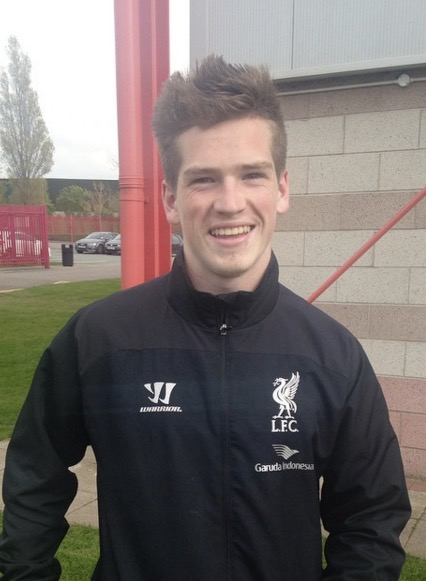
کنت پس از یک بازی برای زیر ۱۸ سال لیورپول در سال ۲۰۱۵

کنت متولد اولدهام است و در سن هفت سالگی به لیورپول پیوست و در آکادمی لیورپول پیشرفت کرد تا عضو ثابت تیم زیر ۲۱ سال شود. پس از به اتمام رسیدن فصل ۱۵–۲۰۱۴، عملکرد چشمگیر او سبب شد که او با یک قرارداد چهار و نیم ساله در مارس ۲۰۱۵ به تیم بزرگسالان لیورپول بپیوندد. به دنبال دعوت کنت به تیم اصلی، او برای تور پیش فصل ۲۰۱۵ لیورپول در لیست ۳۰ نفرهٔ این باشگاه برای تور تایلند، استرالیا و مالزی قرار گرفت. در ۱۷ ژوئیهٔ ۲۰۱۵، کنت اولین بازی خود را در پیروزی ۲–۱ مقابل تیم بریزبن استرالیا برای تیم اصلی انجام داد که به عنوان بازیکن تعویضی به زمین آمد.

#### قرضی به کاونتری سیتی و بارنزلی
پس از اینکه کنت در پیش‌فصل عملکرد خوبی داشت، مورد توجّه باشگاه‌های دیگر قرار گرفت و لیورپول پیشنهادهایی برای دادن قرضی کنت دریافت کرد. او سرانجام در سپتامبر ۲۰۱۵ با قراردادی قرضی برای به مدت چهار ماه تا ۱۶ ژانویهٔ ۲۰۱۶ به کاونتری سیتی پیوست. او در ۱۲ سپتامبر ۲۰۱۵ در باخت ۱–۰ در لیگ یک مقابل اسکانتورپ یونایتد، اولین بازی رسمی خود را در کاونتری سیتی انجام داد. در ۳ نوامبر، کنت در پیروزی ۴–۳ مقابل بارنزلی بازی کرد و گلزنی کرد. روز بعد اعلام شد که او در تعطیلات بین‌المللی پیشِ رو به لیورپول بازخواهد گشت تا توسط یورگن کلوپ، سرمربی جدید لیورپول مورد ارزیابی قرار گیرد. در ۵ ژانویهٔ ۲۰۱۶، او توسط لیورپول فراخوانده شد و در تیم اصلی قرار گرفت تا اولین بازی رسمی خود را برای آنها انجام دهد و بازی دور سوم جام حذفی را در خارج از خانه مقابل اکستر سیتی آغاز کرد. این مسابقه با نتیجهٔ ۲–۲ به پایان رسید و کنت بعد از ۵۷ دقیقه تعویض شد.
در ۲۶ ژوئیهٔ ۲۰۱۶، کنت برای ادامه فصل به بارنزلی قرض داده شد. او اولین گل خود را برای آنها در پیروزی ۴–۰ مقابل روترهام یونایتد در ۲۷ اوت ۲۰۱۶ به ثمر رساند. او به عنوان بهترین بازیکن جوان فصل بارنزلی در جوایز پایان فصل این باشگاه انتخاب شد.

#### قرضی به فرایبورگ و بریستول سیتی
در ۱۰ اوت ۲۰۱۷، پس از یک پیش‌فصل چشمگیر، کنت قرارداد بلند مدت جدیدی را با لیورپول امضا کرد، و در آخرین روز از پنجرهٔ نقل و انتقالات تابستانی برای فصل به فرایبورگ قرض داده شد. پس از انجام تنها شش بازی، دورهٔ قرضی کنت در فرایبورگ خاتمه یافت و او در ۸ ژانویه به باشگاه لیورپول بازگشت.
در ۱۲ ژانویهٔ ۲۰۱۸، کنت به صورت قرضی تا پایان فصل به بریستول سیتی پیوست. عملکرد او در بریستول سیتی ناموفق بود، زیرا او فقط ۱۰ بازی لیگ انجام داد و در هیچ بازی موفق به گلزنی نشد. بعداً گزارش شد که بریستول سیتی به دلیل «بازی دادن کم به کنت»، توسط لیورپول ۳۰۰٬۰۰۰ پوند جریمه شد.

### رنجرز

#### ۱۹–۲۰۱۸: انتقال قرضی اولیه

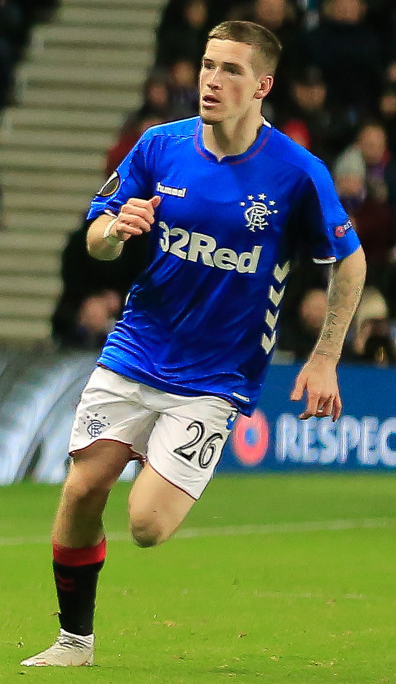
کنت در حال بازی برای رنجرز در سال ۲۰۱۸

در ۲۲ ژوئیهٔ ۲۰۱۸، کنت به صورت قرضی یک فصل برای فصل ۱۹–۲۰۱۸ به رنجرز پیوست. او اولین بازی خود را در ۲۶ ژوئیهٔ ۲۰۱۸ در لیگ اروپا در پیروزی ۱–۰ مقابل اوسیک انجام داد. او اولین بازی خود را در لیگ برتر اسکاتلند در ۵ اوت ۲۰۱۸ در تساوی ۱–۱ مقابل آبردین انجام داد. اولین گل او برای این باشگاه در ۱۵ سپتامبر ۲۰۱۸ در پیروزی ۴–۰ مقابل داندی به ثمر رسید. در ۳۱ مارس ۲۰۱۹، کنت در دربی اولد فرم مقابل سلتیک در باخت ۱–۲ گلزنی کرد. در طول مسابقه کنت با کاپیتان سلتیک، اسکات براون درگیر شد که باعث اخراج شدن او شد. کنت توسط اتحادیه فوتبال اسکاتلند به صورت متهم شد. او پس از از رد شدن درخواست تجدید نظر، دو مسابقه محروم شد. او ۴۳ بازی در تمام مسابقات انجام داد و ۶ گل به ثمر رساند و ۹ پاس گل برای باشگاه به ثمر رساند. در ۷ آوریل، کنت برندهٔ جایزهٔ بهترین بازیکن جوان سال برای فصل ۱۹–۲۰۱۸ برای رنجرز در جوایز پایان فصل باشگاه شد. در ۵ مهٔ ۲۰۱۸، کنت برنده جایزهٔ بهترین بازیکن جوان سال ۱۹–۲۰۱۸ PFA اسکاتلند پس از عملکردش برای رنجرز شد. او همچنین در تیم سال PFA اسکاتلند برای فصل ۱۹–۲۰۱۸ انتخاب شد.
کنت برای پیش فصل ۲۰–۲۰۱۹ به لیورپول بازگشت و یورگن کلوپ، سرمربی تیم، پیشرفت کنت را ارزیابی کرد، و به استیون جرارد، مدیر رنجرز، توصیه کرد که کنت دوباره به صورت قرضی با رنجرز قرارداد امضا کند. کنت همچنین مورد توجّه لیدز یونایتد بود. سرمربی تیم لیدز، مارچلو بیلسا نیز شخصاً جذب کنت را بعد بازی دوستانه پیش فصل لیورپول مقابل برادفورد سیتی پیگیری کرد. کنت در بازی‌های دوستانه پیش فصل مقابل برادفورد سیتی، بروسیا دورتموند، اسپورتینگ و سویا، بازی کرد. کلوپ پس از عملکرد کنت در برابر سویا،از او تمجید کرد و گفت: «ریان لحظات هیجان انگیزی در بازی سویا داشت – موقعیت‌های تک به تک قدرت بزرگ اوست. او یک بچهٔ فوق‌العاده است، یک بازیکن فوق‌العاده.»

#### ۲۳–۲۰۱۹: انتقال دائم
کنت در ۳ سپتامبر ۲۰۱۹ با قراردادی چهار ساله به طور دائم با رنجرز قرارداد امضا کرد. رنجرز ۶٫۵ میلیون پوند را به عنوان رضایت‌نامه به لیورپول پرداخت کرد.
رنجرز در ۲۳ مهٔ ۲۰۲۳ تأیید کرد که کنت در پایان فصل ۲۳–۲۰۲۲ باشگاه را ترک خواهد کرد.

### فنرباغچه
در ۱۲ ژوئن ۲۰۲۳، کنت با قراردادی چهار ساله به باشگاه فنرباغچه پیوست. او اولین گل خود را برای این باشگاه در برد ۵–۰ لیگ کنفرانس اروپا در مرحلهٔ دوم مقدماتی مقابل زیمبرو کیشیناو در ۲۶ ژوئیه ۲۰۲۳ به ثمر رساند. در همان سال، در ۱۳ اوت، او اولین بازی خود در سوپر لیگ را در پیروزی ۲–۱ فنرباغچه در مقابل غازی عینتاب در ورزشگاه شکری سراج‌اوغلو انجام داد.
در ۱۷ اکتبر ۲۰۲۴، فنرباغچه اعلام کرد که قرارداد کنت با توافق دوجانبه فسخ شده‌است.

## عملکرد ملی
کنت در دو بازی برای تیم ملی زیر ۱۸ سال انگلستان دو گل به ثمر رساند. او برای تیم ملی زیر ۲۰ سال انگلستان شش بازی انجام داد و یک گل به ثمر رساند.

## سبک بازی
کنت در پست وینگر بازی می‌کند و توانایی بازی در هر دو جناح را دارد، اما عمدتاً در نقش وینگر چپ بازی می‌کند، او همچنین می‌تواند به عنوان مهاجم دوم یا هافبک هجومی بازی کند. او به دلیل توانایی دریبلینگ خود در دویدن با توپ، به خصوص در موقعیت‌های تک به تک، و همچنین میزان کار و توانایی‌اش در رد کردن بازیکن حریف معروف است.

## افتخارات

### باشگاهی

#### رنجرز
- پرمیرشیپ اسکاتلند (۱): ۲۱–۲۰۲۰[۵۵]
- جام حذفی اسکاتلند (۱): ۲۲–۲۰۲۱[۵۶]

### فردی
- بهترین بازیکن جوان فصل بارنزلی (۱): ۱۷–۲۰۱۶[۵۷]
- بهترین بازیکن جوان سال PFA اسکاتلند (۱): ۱۹–۲۰۱۸[۵۸]
- تیم منتخب سال PFA اسکاتلند (۲): ۱۹–۲۰۱۸،[۵۹] ۲۱–۲۰۲۰[۶۰]
- بهترین بازیکن جوان رنجرز (۱): ۱۹–۲۰۱۸[۶۱]
- تیم منتخب فصل لیگ اروپا (۱): ۲۲–۲۰۲۱[۶۲]